# بوصلة الرياح الكلاسيكية

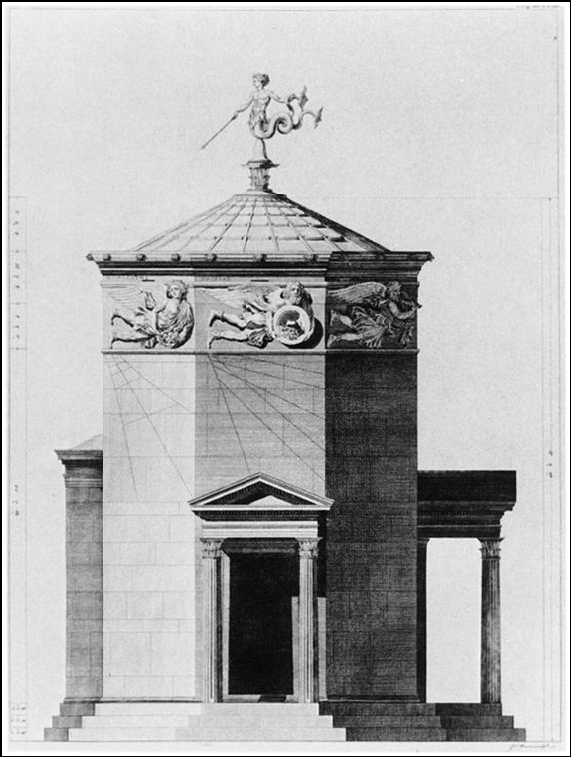
برج الرياح في أثينا، كما أعيد تخيله في 1762.

في العالم اليوناني الروماني القديم، بوصلة الرياح الكلاسيكية كانت الأسم لمناطق ونقاط الاتجاه الجغرافي والتوجه، المرتبطة مع الرياح كما تصورها اليونان والرومان القدماء. عادةً ما كانت وردة بوصلة الرياح القديمة تحتوي على اثني عشر منطقة رياح، وبالتالي اثنتي عشرة نقطة اتجاه، تتقلص أحيانًا إلى ثمانية أو تزيد إلى أربعة وعشرين.
 كان يُنظَر إليها في الأصل كفرع من علم الأرصاد الجوية، لكن وردة بوصلة الرياح ليس لها سوى علاقة مؤقتة بالملاحة الفعلية. في نهاية المطاف، اُستبدلت وردة بوصلة الرياح الكلاسيكية ذات 12 نقطة بوردة بوصلة الرياح الحديثة ذات (8 نقاط و 16 نقطة و 32 نقطة)، والتي اعتمدها البحارة خلال العصور الوسطى.